# Balagannoïe (village)
Balagannoïe (en russe : Балага́нное) est un village russe du raïon d'Ola de l'oblast de Magadan, dans la région extrême-orientale de la Kolyma. Sa population s'élevait à 187 habitants au recensement de 2021.

## Géographie
Le village de Balagannoïe se situe dans l'oblast de Magadan, un oblast de la Sibérie du nord-est, en Russie extrême-orientale. La localité fait partie de la région de la Kolyma, et du district fédéral d'Extrême-Orient. Le village se trouve dans le raïon d'Ola, une subdivision de l'oblast.  
Balagannoïe, comme tout l'oblast de Magadan, se trouve dans le fuseau horaire MSK+8 (heure de Magadan). Le décalage horaire appliqué par rapport au temps universel coordonné est +10:00.

## Démographie
Recensements (*) et estimations de la population,,,,,
:
| 1924 | 2002 * | 2010* | 2021* |
| ---- | ------ | ----- | ----- |
| 57   | 474    | 341   | 187   |

Concernant les ethnies, en 2002, sur les 474 habitants, il y avait 83 % de Russes.